# Jan van Gijn
Jan van Gijn (Geldermalsen, 22 juli 1942 – Utrecht, 3 april 2025) was een Nederlands neuroloog en van 1983 tot 2007 hoogleraar neurologie aan het Universitair Medisch Centrum Utrecht.

## Biografie
Van Gijn werd geboren in Geldermalsen als zoon van een natuurkundig ingenieur, die werkte in een steenfabriek in de Betuwe. Later zou het gezin naar Eindhoven verhuizen. Na het gymnasium studeerde Van Gijn geneeskunde aan de Universiteit Leiden. Na het afronden van zijn studie verhuisde hij naar Rotterdam en werd hij in het academisch ziekenhuis Dijkzigt tot neuroloog opgeleid. In 1977 promoveerde Van Gijn op een dissertatie over de voetzoolreflex, waarna hij zich richtte op hersenbloedingen en -infarcten.
In 1983 werd Van Gijn benoemd tot hoogleraar neurologie in Utrecht. Hij verwierf internationale bekendheid door zijn onderzoek naar de behandeling van beroertes, waarover hij vierhonderd wetenschappelijke artikelen publiceerde.
Van Gijn was van 1996 tot en met 2007 hoofdredacteur van het Nederlands Tijdschrift voor Geneeskunde en vervulde die taak ook voor de Journal of Neurology. Sinds 2000 was hij lid van de Koninklijke Nederlandse Akademie van Wetenschappen.
In 2013 leidde Van Gijn het medische team dat prins Friso op Paleis Huis ten Bosch verzorgde tot zijn overlijden.
Op 70-jarige leeftijd ging Van Gijn opnieuw de collegebanken in en haalde hij een bachelor Latijn aan de Universiteit van Amsterdam en een master wetenschapsgeschiedenis aan de Universiteit Utrecht.

## Privéleven
Van Gijn was getrouwd met een huisarts en kreeg met haar drie kinderen. Hij overleed op 82-jarige leeftijd.